# Anne Richter
Pour les articles homonymes, voir Richter.
Vous pouvez aider à l'améliorer ou bien discuter des problèmes sur sa page de discussion.
- Il peut contenir un travail inédit ou des déclarations non vérifiées. Vous pouvez l’améliorer en ajoutant des références. (Marqué depuis août 2020)

Vous pouvez aider à l'améliorer ou bien discuter des problèmes sur sa page de discussion.
- Il ne cite pas suffisamment ses sources. Vous pouvez indiquer les passages à sourcer avec {{référence nécessaire}} ou {{Référence souhaitée}}, et inclure les références utiles en les liant aux notes de bas de page. (Marqué depuis août 2020)
- Certaines informations devraient être mieux reliées aux sources mentionnées dans la bibliographie ou les liens externes. Améliorez sa vérifiabilité en les associant par des références. (Marqué depuis août 2020)

- Archive Wikiwix
- Bing
- Cairn
- DuckDuckGo
- E. Universalis
- Gallica
- Google
- G. Books
- G. News
- G. Scholar
- Persée
- Qwant
- (zh) Baidu
- (ru) Yandex
- (wd) trouver des œuvres sur Wikidata

 (décembre 2023).
Il peut être nécessaire de l'améliorer pour respecter le principe de neutralité de point de vue. Veuillez consulter la page de discussion pour plus de détails.

Anne Richter, née le 25 juin 1939 à Ixelles (Bruxelles) et morte le 25 juin 2019 à Etterbeek (Bruxelles), est une nouvelliste, essayiste et anthologiste belge de langue française.

## Biographie

### Famille et vie privée
Anne Richter est la fille du poète Roger Bodart et de la romancière Marie-Thérèse Bodart et l'épouse d'Hugo Richter, mort en 1980, germaniste et traducteur d'écrivains flamands et allemands. Leur fille Florence Richter est également auteur de plusieurs ouvrages.
Dans les années 1990, Anne Richter a été la compagne, durant quelques années, de Roland Beyen, professeur à l'Université catholique de Louvain.

### Formation
Elle obtient en 1962 une Licence en philosophie et lettres à l'université libre de Bruxelles.

### Carrière
Elle publie son premier livre à l'âge de 15 ans, aux éditions Plon, sous le nom d'Anne Bodart. Il s'agit de contes fantastiques avec des animaux et des objets parlants : La Fourmi a fait le coup. Le recueil a été traduit en anglais par Alice Toklas, sous le titre The Blue Dog en 1956.
Elle poursuit dans le genre fantastique, en 1967 sous le nom d'Anne Richter, avec Les Locataires. Comme le rappelle le journaliste Jean-Claude Vantroyen (dans Le Soir, 3 septembre 2020), Anne Richter a écrit d'autres recueils de nouvelles dont L'Ange hurleur, des anthologies, et deux essais (Le Fantastique féminin, un art sauvage, première version parue en 1984; et Les écrivains fantastiques féminins et la métamorphose, en 2017).
Elle enseigne durant quelques années, la littérature française dans des établissements scolaires de la région bruxelloise.
Dans les années 1970, elle devient lectrice pour les éditions Marabout. Elle participe à la collection des « Anthologies fantastiques » pour laquelle elle établit deux anthologies : L'Allemagne fantastique, de Goethe à Meyrink, en collaboration avec son mari Hugo Richter, puis Le Fantastique féminin, d'Ann Radcliffe à nos jours.
De 1997 à 2005, elle est présidente de l’association Midis de la Poésie, à Bruxelles. Elle est membre de la commission consultative du Fonds national de l’Académie royale de langue et de littérature françaises de Belgique, de l’Association des écrivains belges de langue française, du comité du PEN Club, de l’Association des Amis de Georges Simenon et de l’Association internationale Michel de Ghelderode.
Elle meurt le 25 juin 2019, jour de ses 80 ans.

## Œuvres

### Nouvelles
- La fourmi a fait le coup, Plon, Paris, 1954. Traduction anglaise par Alice Toklas, publié à Boston (Houghton Mifflin Company Boston / The Riverside Press Cambridge, 1956), et à London (Chatto & Windus, 1957), sous le titre The Blue Dog, et sous le nom d'Anne Bodart. Réédition Samsa, avec des dessins de la peintre Marguerite Brouhon, 2021
- Les Locataires, Belfond, Paris, 1967.
- La Grande Pitié de la famille Zintram, Jacques Antoine éditeur, Bruxelles, 1986, réédition L’Âge d’Homme, 2011.
- La Promenade du grand canal, Talus d'approche, Bruxelles, 1995, réédition L’Âge d’Homme, Lausanne, 2012.
- L’Ange hurleur, préface de Georges Thinès, et avant-propos de Jean-Baptiste Baronian, L’Âge d’Homme, Lausanne, 2008[5].
- Le Chat Lucian, L’Âge d’Homme, Lausanne, 2010.

### Essais
- Georges Simenon et l'homme désintégré, La Renaissance du Livre, Bruxelles, 1964.
- Milosz, collection « Classiques du XXe siècle », Éditions universitaires, Paris, 1965.
- Le Fantastique féminin, un art sauvage, éditions Jacques Antoine, Bruxelles, 1984; réédition, La Renaissance du Livre, 2002; réédition revue et augmentée, L’Âge d’Homme, 2011.
- René Verboom ou la Chute d'Icare, Courrier international d'études poétiques, Bruxelles, 1992.
- Simenon malgré lui, Pré aux Sources/Bernard Gilson, Bruxelles, 1993 ; réédition La Renaissance du Livre, 2002.
- Percy et Mary Shelley, un couple maudit, collection "Conférences des Midis de la Poésie", La Renaissance du Livre, 2001.
- Simenon sous le masque, préface d'Eric-Emmanuel Schmitt, Racine, Bruxelles 2007.
- Étranges et familiers : 38 portraits d'écrivains, de Simenon à Eric-Emmanuel Schmitt, Avant-Propos, 2015.
- Les Écrivains fantastiques féminins et la Métamorphose, préface de François Ost, Académie royale de Belgique, collection « L'Académie en poche », 2017.

### Anthologies (choix des textes, et préfaces)
- L'Allemagne fantastique de Goethe à Meyrink, en collaboration avec Hugo Richter, préface "De Goethe à Meyrink ou l'imagination n'est pas imaginaire", Marabout, Verviers, 1973.
- Les Contes fantastiques complets de Guy de Maupassant, préface "Maupassant ou le fantastique involontaire", Marabout, Verviers, 1974.
- Le Fantastique féminin, d'Ann Radcliffe à nos jours, préface "Le fantastique féminin ou la chaise en fleurs", Marabout, Verviers, 1977.
- Histoires de doubles et de miroirs, préface "Le double fantastique : l'illusion, la mort ou le chaos", Librairie des Champs-Élysées, Paris, 1981.
- Roger Bodart : La Route du Sel et autres poèmes, présentation de René Lacôte, préface d'A. Richter sur "Roger Bodart ou les yeux de l'ange", "collection « Orphée », La Différence, Paris, 1993 (et 2012).
- Le Fantastique féminin, d’Ann Radcliffe à Patricia Highsmith, réédition revue et augmentée, Complexe, Bruxelles 1995.
- Histoires de doubles, d’Hoffmann à Cortazar, réédition revue et augmentée, préface "Les métamorphoses du double", Complexe, Bruxelles 1995.
- Anthologie poétique : 100 auteurs de l’Antiquité à nos jours, préface "Indispensable poésie", La Renaissance du Livre, 2001.

## Prix et distinctions
- Prix Franz-de-Wever 1967 pour Les Locataires[6] ;
- Prix Félix-Denayer 1988[7] ;
- Prix littéraire du Parlement de la Communauté française de Belgique 1995 pour Simenon malgré lui[4] ;
- Prix Robert-Duterme 1996 pour La Promenade du grand canal[8].

En 2003, la République française lui a décerné le titre de Chevalier dans l’Ordre des Arts et des Lettres.

## Galerie

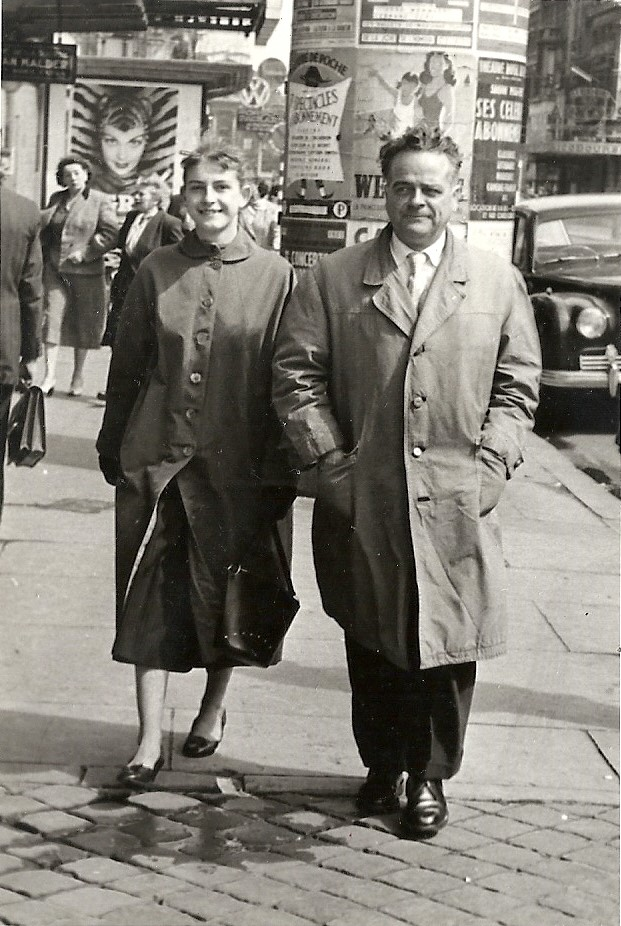
Anne Bodart et son père Roger Bodart à Paris en 1954.
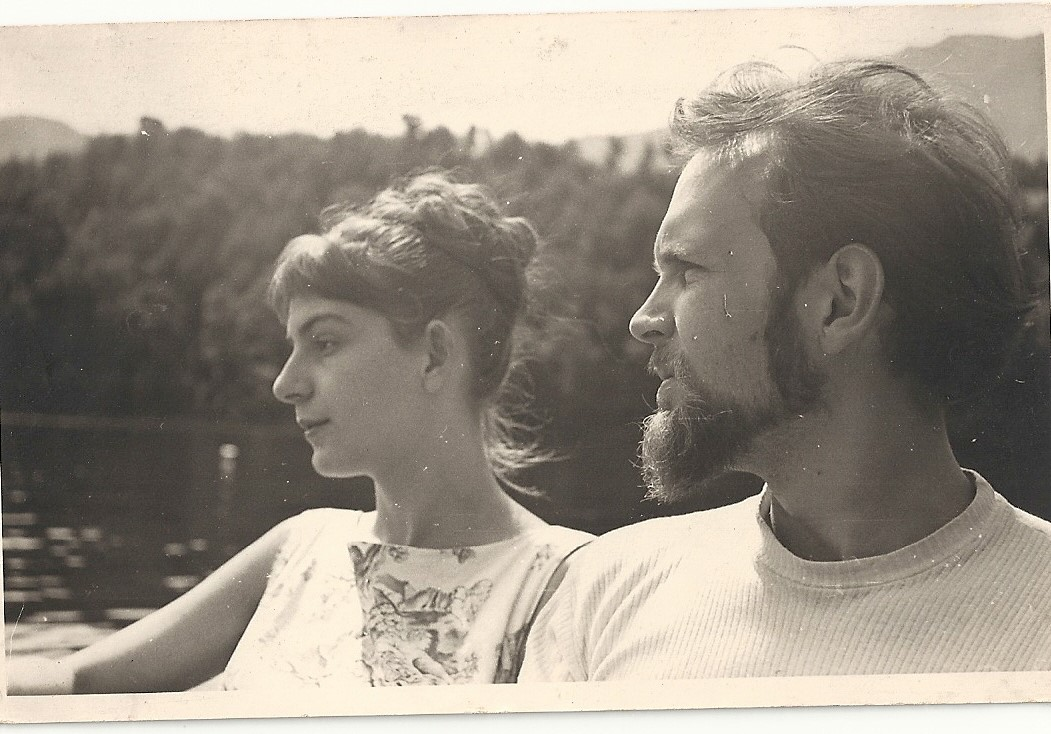
Anne Richter et Hugo Richter lors d'une résidence pour artistes sur  l'île Comacina en Italie en 1960.
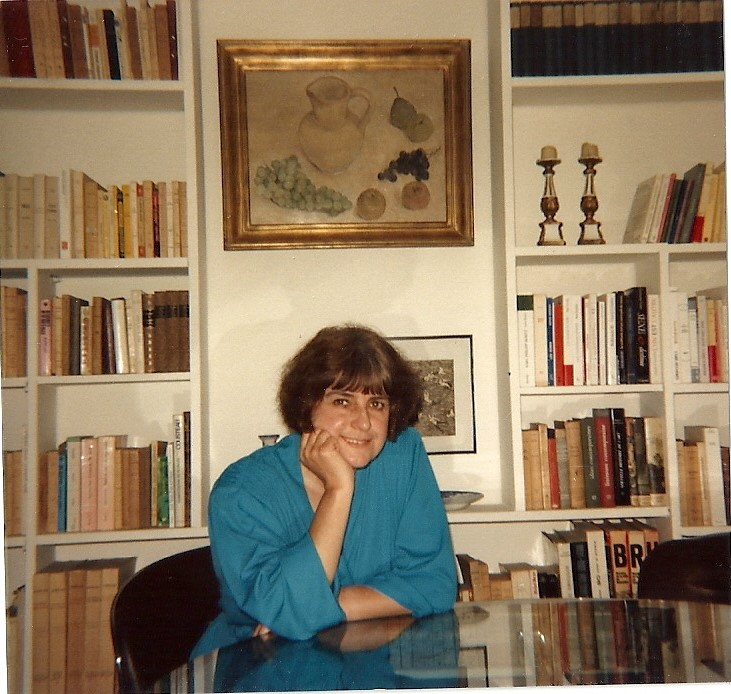
Anne Richter en 1987.